# Bartosz Majewski (pięcioboista)
Bartosz Majewski (ur. 8 kwietnia 1987 w Zielonej Górze) – polski pięcioboista, wicemistrz Europy, olimpijczyk z Pekinu, zawodnik ZKS Drzonków.
Srebrny medalista mistrzostw Europy w 2010 roku w konkurencji sztafet (razem z Szymonem Staśkiewiczem i Tomaszem Chmielewskim). Rok później również zdobył srebro podczas mistrzostw Starego Kontynentu w tej konkurencji. Brązowy medalista mistrzostw Polski 2010 indywidualnie.